# Kevin Kewley
Kevin Kewley (Liverpool, 2 marzo 1955) è un ex calciatore inglese, di ruolo centrocampista.

## Carriera
Si forma calcisticamente nel Liverpool ma ha la sua prima esperienza professionistica negli Stati Uniti d'America, ingaggiato in prestito dai texani Dallas Tornado, con cui nella North American Soccer League 1976 raggiungerà il secondo turno dei playoff per il titolo, persi contro i californiani dei S.J. Earthquakes. 
Anche nella stagione seguente tornò in prestito ai Tornado, raggiungendo i quarti di finale dei playoff per il titolo, persi contro i californiani dei L.A. Aztecs.
Tornato nuovamente al Liverpool vi esordì finalmente il 2 gennaio 1978, nella vittoria casalinga per 2-0 contro il Middlesbrough, subentrando al decimo minuto a Terry McDermott. Due mesi dopo verrà ceduto definitivamente alla franchigia di Dallas.
Dopo aver fallito nella stagione 1978 l'accesso ai playoff, Kewley li raggiunse nuovamente nell'edizione 1979, venendo però fermato con i suoi agli ottavi, sconfitti dai futuri campioni del Vancouver Whitecaps.
Nel 1980 è in forza alla neonata franchigia dell'ASL dei Miami Americans, con cui giunse al terzo posto dell'American Conference.
Contemporaneamente e successivamente al calcio si dedicò all'indoor soccer, dapprima ai Tornado e poi ai Wichita Wings, di cui fu giocatore, assistente allenatore ed infine allenatore sino al 2001, anno di chiusura della franchigia.
Terminata l'esperienza agli Wings divenne allenatore per le rappresentative calcistiche di vari college.